# 平安街道 (海东市)
平安街道，是中华人民共和国青海省海东市平安区下辖的一个乡镇级行政单位。
2021年11月29日，青海省人民政府批准平安镇撤镇设街道。

## 行政区划
平安街道下辖以下地区：
乐都路社区、平安路社区、湟中路社区、化隆路社区、棉纺厂社区、东庄村、上庄村、大路村、东村、上滩村、张家寨村、中村、南村、西村、西营村、杨家村、窑房村、红岭村、沈家村和白家村。